# أشرف السيد العربي
الدكتور أشرف العربي وزير التخطيط والمتابعة والإصلاح الإداري المصري السابق في وزارة شريف إسماعيل وشغل نفس المنصب في وزارة إبراهيم محلب الأولى، ووزارة إبراهيم محلب الثانية، ووزارة حازم الببلاوي، ووزارة هشام قنديل.
من مواليد 14 ديسمبر1970 حصل على بكالوريوس الاقتصاد من كلية الاقتصاد والعلوم السياسية بجامعة القاهرة عام1992،ثم على درجة الماجستير في الاقتصاد من الكلية ذاتها عام1997.
حصل على الدكتوراه من جامعة ولاية كانساس الأمريكية 2004، والتي منحته جائزة أفضل طالب دراسات عليا في قسم الاقتصاد في الجامعة.
عين الدكتور أشرف العربي بعد عودته من البعثة كخبير اقتصادي في معهد التخطيط القومي، وتم الاستعانة بخبراته كاقتصادي أول في المكتب الفني لوزير الصناعة والتجارة حتى عام2006، عمل كمستشار لوزارة التخطيط ومشرف عام على المكتب الفني لوزير التخطيط حتى نهاية 2011, حيث انتقل بعد ذلك إلي الكويت للعمل كخبير اقتصادي في المعهد العربي للتخطيط.
تم تكليفه بحقيبة التخطيط والتعاون الدولي في حكومة الدكتور هشام قنديل اعتبارا من 2/8/2012، وخرج من الوزارة في التعديل الوزاري الثاني لحكومة قنديل في 7/5/2013 وتولى الوزارة بدلاً منه عمرو دراج
عقب أحداث 30 يونيو تم تكليفه مرة ثانية وزيراً للتخطيط في حكومة الدكتور حازم الببلاوي. في مارس 2014 وعقب تولى المهندس إبراهيم محلب رئاسة مجلس الوزراء تم تكليف الدكتور أشرف العربي بتولي حقيبة التخطيط والتعاون الدولي في يونيو 2014 وبعد إعادة تكليف المهندس إبراهيم محلب بتشكيل الوزارة مرة ثانية تم دمج وزارة التنمية الإدارية مع وزارة التخطيط وتغيير المسمى وإسناد الحقيبة لسيادته ليصبح الدكتور أشرف العربي وزيراً للتخطيط والمتابعة والإصلاح الإداري.
ونشرت له العديد من الأبحاث الاقتصادية في مجالات التنمية البشرية واستهداف التضخم وتنافسية الاقتصاد المصري وسوق العمل محليا ودوليا، وقام بالاشتراك في كتابة وتحرير تقرير التنمية البشرية لعام 2010، والذي كان تحت عنوان (الأهداف التنموية للألفية).

## الهامش
1. ↑  الدكتور / أشرف العربي نسخة محفوظة 2 ديسمبر 2016 على موقع واي باك مشين.